# Vilâyet
Vilâyet (uttalas /vila:jɛt/; från arabiskans wilāya; tidigare kallat eyalet) var i det Osmanska riket benämningen på de största administrativa områdena, provinserna. Dessa styrdes av en provinsståthållare, kallad vali, tillsammans med ett provinsråd. Vilâyeten var i sin tur indelade i mindre sancaker (alternativt sandjak; jämför Sandžak). 